# فاليري جوربان
فاليري جوربان (بالأوكرانية: Горбань Валерій Іванович) مواليد 6 فبراير 1973، هو سائق راليات أوكراني بدأ مسيرته في سنة 2009. كان أول رالي له هو رالي بولندا 2009. شارك في بطولة العالم للراليات.

## وصلات خارجية
- الموقع الرسمي لفريقه نسخة محفوظة 16 فبراير 2014 على موقع واي باك مشين.